# Barbus carens
Barbus carens és una espècie de peix de la família dels ciprínids i de l'ordre dels cipriniformes present al riu Congo (Àfrica). Els mascles poden assolir els 3,2 cm de longitud total.